# Metro Tasmania
Metro Tasmania (pełna nazwa Metro Tasmania Pty Ltd, powszechnie zwane jako Metro) – tasmańskie, stanowe przedsiębiorstwo komunikacyjne zarządzane przez rząd Tasmanii, założone w 1955 roku i świadczące autobusowe usługi transportowe w regionach miast: Hobart, Launceston i Burnie.

## Historia
Przedsiębiorstwo komunikacyjne Metro Tasmania zostało założone w dniu 2 marca 1955 roku pod nazwą Metropolitan Transport Trust (MTT). Powstało ono w wyniku przejęcia przedsiębiorstwa Hobart Municipal Tramways oraz kilku innych przedsiębiorstw autobusowych i tramwajowych w całym stanie w 1955 roku. Do 1998 roku przedsiębiorstwo funkcjonowało pod nazwą Metropolitan Transport Trust. W lutym 1998 roku zostało przemianowane na Metro Tasmania Pty Ltd (Metro).

## Flota
Według dorocznego raportu za lata 2016–2017 przedsiębiorstwo Metro dysponuje 219 autobusami. Wszystkie autobusy wyposażone są w system monitorujący CCTV (ang. Closed Circuit TeleVision). Autobusy niskopodłogowe stanowią 64% autobusów będących na stanie floty przedsiębiorstwa. Dodatkowo 52% autobusów posiada ułatwienia dla osób niepełnosprawnych oraz 41% wyposażonych jest w klimatyzację.

## Obsługa pasażerów
Przedsiębiorstwo Metro Tasmania jest największym przewoźnikiem oferującym transport pasażerski w stanie Tasmania. W latach 2016–2017 obsłużyło 8,18 mln pasażerów, głównie w regionie miasta Hobart (6,50 mln). Natomiast w regionach miast Launceston i Burnie liczba obsłużonych pasażerów wyniosła odpowiednio 1,34 mln i 0,34 mln.

### Połączenia

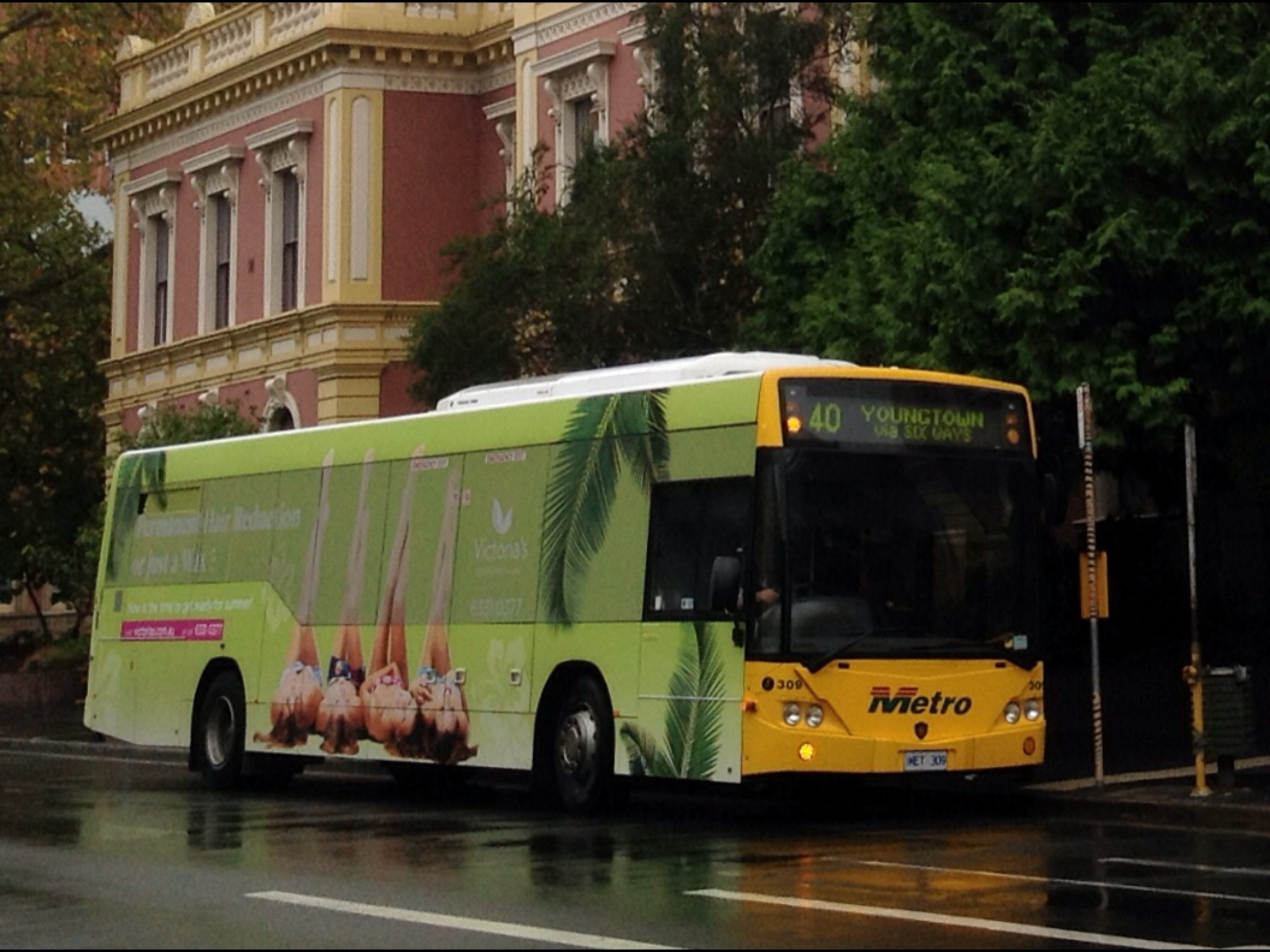
Autobus Custom Bus wyprodukowany na bazie autobusu Scania K230UB w Launceston (2014)

#### Hobart
Sieć połączeń autobusowych w aglomeracji Hobart podzielona jest na trzy główne części: północną, wschodnią i południową. Północna sieć połączeń obsługuje następujące regiony aglomeracji Hobart: Hobart City, New Town, Lenah Valley, Moonah, Glenorchy, Claremont, Bridgewater i Gagebrook. Północna część aglomeracji obsługiwana jest przez 34 linie autobusowe (stan na 12 sierpnia 2018). Wschodnia część aglomeracji obsługiwana jest przez 28 linii autobusowych (stan na 12 sierpnia 2018), która obsługuje następujące obszary aglomeracji Hobart: Hobart City, Rosny Park, Howrah, Seven Mile Beach, Risdon Vale, Clarendon Vale, Lauderdale i South Arm. Natomiast południowa część aglomeracji obsługiwana jest przez 27 linii autobusowych (stan na 12 sierpnia 2018), które zapewniają połączenia z następującymi regionami aglomeracji Hobart: Hobart City, Fern Tree, Sandy Bay, Mount Nelson, Taroona, Kingston i Blackmans Bay.

#### Launceston i Burnie
Region miasta Launceston obsługiwany jest przez 29 linii autobusowych (stan na 12 sierpnia 2018), które zapewniają połączenia z Launceston do następujących miejscowości: Blackstone Heights, Mayfield, Ravenswood, Riverside, St Leonards i Youngtown. Natomiast region miasta Burnie obsługiwany jest przez 22 linie autobusowe (stan na 12 sierpnia 2018), które zapewniają połączenia z Burnie do między innymi następujących miejscowości: Devonport, Latrobe, Somerset, Ulverstone i Wynyard.

#### Inne połączenia
Metro Tasmania ponadto organizuje linie autobusów szkolnych w Hobart, Launceston i Burnie pomiędzy poszczególnymi jednostkami szkolnymi. Dodatkowo przedsiębiorstwo zapewnia bezpłatną linię autobusową (trasa: Burnie – Ulverstone – Devonport – Latrobe) dla pacjentów i gości szpitali, która łączy szpitale: North West Regional Hospital w Burnie i Mersey Community Hospital w Latrobe.